# ケルス宮殿

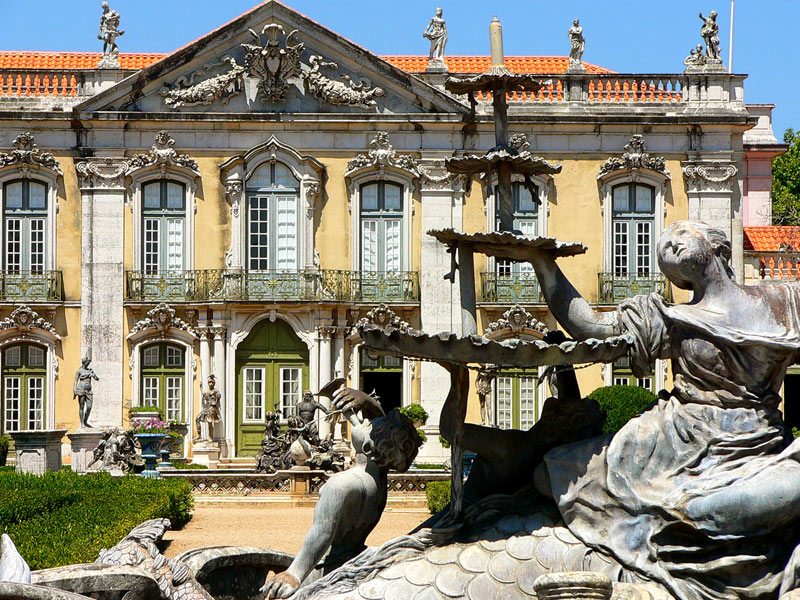
礼式ファサード

ケルス国立宮殿 （Palácio Nacional de Queluz）は、ポルトガル・ケルス（シントラ近郊）にある18世紀の宮殿。ケルース宮殿とも。ケルスは王宮であり、そのあふれんばかりのバロック＝ロココ建築と庭園から、ポルトガルのヴェルサイユとも呼ばれている。
ケルスの建物はジョアン5世治下の1747年に、ポルトガル人建築家マテウス・ヴィセンテ・デ・オリヴェイラ指揮のもと工事が始められた。彼は、1755年のリスボン地震で崩壊した首都再建に関わるため宮殿を離れるまで指揮をした。彼はいくつかの中庭、庭園に面した礼式用ファサード、聖フランシスコの塔などを設計した。
2代目の宮殿建築家はフランス人ジャン・バティスト・ロビヨンだった。彼はロココ様式で庭園、建物、内装を設計した。彼はヨーロッパの他の宮殿で一般的なUの字型の平面図を採用した。彼は美しい階段のある栄誉の間を設計した。

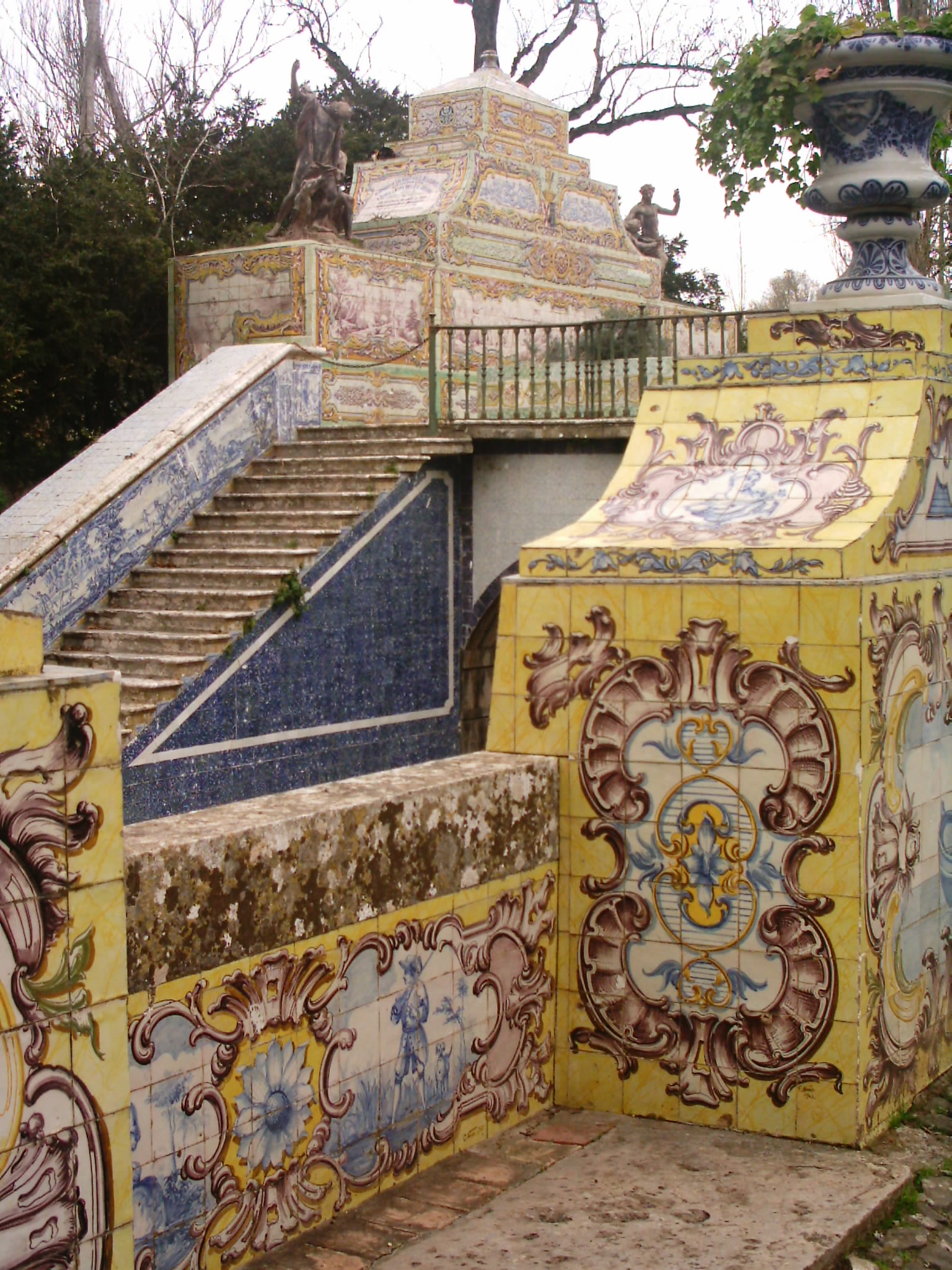
庭園のロココ・タイル

宮殿の部屋（王座の間、大使の間、音楽の間）は全てロココ絵画、金箔を張った木とタイルで壮麗に飾られた。例えば礼拝堂は、ポルトガル人彫刻家シルヴェストレ・ファリア・ロボによる金箔張りの木で装飾された。
庭園は、多彩色のポルトガル・タイルや噴水同様、イタリアやイングランドから運ばれたびん型飾りと像で飾られた。
1794年、マリア1世時代、ケルス宮殿は王宮となった。
『マリア1世の楼閣』は、1785年から1792年にかけ建てられ、マヌエル・カエタノ・デ・スーザにより設計された。現在ここは、ポルトガルを訪問した外国元首の迎賓館である。